# البيت الريفي La Barre-y-va
البيت الريفي La Barre-y-va، بالفرنسية La Barre-y-va، رواية بوليسية من تأليف موريس لوبلان وظهرت فيها شخصية أرسين لوبين، نشرت لأول مرة مجزأة على 39 جزءا في جريدة Le Journal بين 8 أغسطس/آب و15 سبتمبر/أيلول، قبل أن يعاد نشرها كاملة في كتاب واحد سنة 1931.

## ملخص الرواية
يموت ميشال مونتسيو فجأة تاركا وراءه حفيدتين: برتراند وكاثرين، تولى تربيتهما وخلف لهما منزلا ريفيا يدعى Barre-y-va. تقرر الأختان قضاء الصيف في ذلك المنزل، لكن سلسلة من الأحداث الغريبة تقع فيه، وبعد وفاة السيد غارسين زوج برتراند، تسارع كاثرين لطلب العون من أرسين لوبين للتحقيق في القضية وكشف الحقيقة، إلا أن الأمر ليس بهذه البساطة، ليتحول إلى واحد من أكثر الألغاز غموضا في مسيرة لوبين.

## روابط خارجية
باللغة الفرنسية
- الرواية على شكل كتاب مسموع.